# دار آل تميم (حريضة)

تعديل مصدري - تعديل

دار آل تميم هي إحدى قرى عزلة حريضة بمديرية حريضة التابعة لمحافظة حضرموت، بلغ تعداد سكانها 54 نسمة حسب تعداد اليمن لعام 2004.